# Călin Peter Netzer
Călin Peter Netzer (ur. 1 maja 1975 w Petroszanach) – rumuński reżyser, scenarzysta i producent filmowy. Laureat Złotego Niedźwiedzia na 63. MFF w Berlinie za film Pozycja dziecka (2013). Jeden z głównych przedstawicieli rumuńskiej nowej fali.

## Życiorys
Urodził się w Petroszanach w rodzinie siedmiogrodzkich Sasów, mniejszości etnicznej pochodzenia niemieckiego, od wieków zamieszkującej rumuńską Transylwanię. Wychował się w mieście Kluż. Ojciec Netzera, z zawodu stomatolog, wyemigrował do RFN w 1981. Jego żona i syn dołączyli do niego w 1983. Młody Călin Peter Netzer uczęszczał do szkoły w Stuttgarcie.
W 1994 Netzer wrócił do Rumunii, by studiować reżyserię (1994-1999) na Narodowym Uniwersytecie Sztuki Teatralnej i Filmowej im. I.L. Caragiale (UNATC) w Bukareszcie. Od 1997 tworzył filmy krótkometrażowe, które przyniosły mu pierwsze nagrody na zagranicznych festiwalach.

## Twórczość
Jego debiut fabularny, Maria (2003), wyróżniono trzema nagrodami na MFF w Locarno, w tym Nagrodą Specjalną Jury. Kolejna fabuła, Medal honorowy (2009), zdobył pięć nagród na MFF w Salonikach.
Jednakże prawdziwy międzynarodowy rozgłos Netzer osiągnął dzięki Pozycji dziecka (2013). Film zdobył Złotego Niedźwiedzia na 63. MFF w Berlinie, okrzyknięto go arcydziełem rumuńskiej nowej fali oraz zgłoszono do Oscara dla najlepszego filmu nieanglojęzycznego jako oficjalnego kandydata Rumunii. 
Następny film Netzera Ana, mon amour (2017) miał swoją premierę w konkursie głównym 67. Berlinale, gdzie również przyjęto go entuzjastycznie i nagrodzono Srebrnym Niedźwiedziem za najlepszy montaż.

## Filmografia

### reżyser

#### filmy fabularne
- 2003: Maria
- 2009: Medal honorowy (Medalia de onoare)
- 2013: Pozycja dziecka (Poziția copilului)
- 2017: Ana, mon amour

#### filmy krótkometrażowe
- 1997: Maria
- 1998: Zapada mieilor